# Propsephus upoluensis
Propsephus upoluensis is een keversoort uit de familie kniptorren (Elateridae). De wetenschappelijke naam van de soort is voor het eerst geldig gepubliceerd in 1928 door Van Zwaluwenburg.